# اسطوره در فرش
اسطوره عبارت است از روایتی نمادین دربارهٔ خدایان، فرشتگان و موجودات فوق طبیعی و به‌طور کلی بیانگر جهان‌بینی یک قوم به منظور برداشت و تحلیل خود از جهان می‌باشد. قدمت اسطوره به درازای عمر بشر است و معنای آن در جوامع ابتدایی، به عنوان امور مقدس و گاه فرا طبیعی است. نفوذ اندیشه‌های اسطوره‌ای را در میان نقوش فرش و قالی می‌توان دید.
بیشترین اشکال اسطوره‌ای فرش از میان شکل‌های درختی و جانوری نمایان می‌شود. در نظر انسان اولیه جانوران از مقام و جایگاه ویژه‌ای برخوردار هستند. جانوران از راز طبیعت آگاه هستند، بنابراین دوستی با آن‌ها از نشانه‌های بهشتی به شمار می‌آید. اسطوره بهشت، جاودانگی انسان، گفتگو با خداوند، بر ذهن بافنده فرش نقش داشته و او را به سوی خلاقیت سوق می‌دهد.

## نقوش اسطوره در فرش ایران
نقوش اسطوره در فرش ایرانی عبارتند از:
نقوش گلدانی
گلدان گل در فرش ایرانی ارتباطی گسترده با باور جهانی دربارهٔ مادر زمین و متولد شدن انسان از زمین دارد. این تفکر ناشی از این ذهنیت است که پایان جهان مطلق نیست و همواره به دنبال آفرینش و خلقی جدید، آفرینشی دیگر ایجاد می‌شود.
از میان نقوش مربوط با این توضیحات می‌توان به نقش ناظم فرش‌های عشایری و روستایی فارس اشاره کرد. این نقش از جمله نقوش قدیمی است و در دوران صفویه با عنوان نقش گلدانی شهرت داشته‌است.
نقش اسطوره درخت
از اصلی‌ترین نقوش متداول در فرش بافی ایران است که به صوررت‌های مختلف در متن دست‌بافته به کار می‌رود. این نماد در اساطیر به معنای جاودانگی، سرچشمه زندگی، جوانی و واقعیت است. در این میان درخت سرو کاربرد زیادی داشته‌است و علاوه بر اینکه در نقوش فرش به کار رفته در سایر دستبافته‌ها نیز استفاده شده‌است.
نقش اسطوره گلستان
این طرح در روزگار صفوی با عنوان گلزار نیز شهرت داشته‌است و از مهم‌ترین مفاهیم در فرهنگ ایرانی است. همیشه در اندیشه ایرانیان جایگاهی خاص داشته‌است. در مجموع تعداد فرش‌های باقی مانده از این نقش به بیست عدد می‌رسد.
نقش اسطوره‌ای لچک ترنج
داستان اسطوره‌ای باغ بهشت باری دیگر به صورت حوضی پرآب در مرکز فرش با نام ترنج ظاهر می‌شود. حوضی که نقوش گیاهی و جانوری اطراف آن نمایانگر فضای بهشت است.
ریز نقش‌های گیاهی
ریز نقش‌های گیاهی به صورت گل هشت پر و گل نیلوفر آبی در فرش نمایان می‌شود. ریشه اسطوره‌ای این گل به افسانه میترا اشاره دارد. این نقش رایج‌ترین نگاره فرش بافی روزگار صفوی است
نقوش جانوری
یکی از اسطوره‌های جانوری در نقش دستبافته‌های ایران شیر است. این جانور در نقش برجسته‌های تخت جمشید نیز به کار رفته است. شیر نماد قدرت و عظمت پادشاهان بوده‌است.
نقوش هندسی
نقوش هندسی متداول در فرش ایرانی عبارتند از:
خورشید ،ستاره ،اشکال شطرنجی و آرایه‌های ترنجی چهار یا هشت بازویی.